# Светофильтр
Светофильтр в оптике, технике — оптическое устройство, которое служит для подавления (выделения) части спектра электромагнитного излучения.

## Классификация по назначению

### Светофильтры съёмочные
Светофильтр в фотографии и кинематографе, съёмочный светофильтр — оптическое устройство, которое служит для подавления, выделения или преобразования части светового потока, обычно части спектра.
- Светофильтры воздействуют на световой поток, не ограничивая его апертуру или поле зрения, в отличие от апертурной диафрагмы, полевой диафрагмы.
- Светофильтры предназначены для воздействия на основной световой поток от снимаемой сцены, в отличие от бленды, ограничивающей действие паразитного светового потока.
- Светофильтры (кроме некоторых эффектных, призматических), в отличие от линз, не изменяют направления световых лучей в оптической системе.

Устанавливается на объектив оптических приборов или фотокамер. В фотографии светофильтры применяются для корректировки цвета, изменения яркости и контрастности фотографируемых объектов уже в процессе фотографирования. Светофильтры применяются также для воспроизводства различных цветовых и световых эффектов.
Крепление светофильтров к объективу осуществляется обычно резьбовым соединением, перед передней линзой объектива.
Для сверхширокоугольных объективов часто предусматривают крепление за задней линзой объектива.
Оптические схемы таких объективов специфичны, передние линзы часто очень велики, а передние светофильтры таких объективов должны иметь ещё больший диаметр во избежание виньетирования.
Фильтры нужных диаметров очень велики, дороги, тяжелы и громоздки, что и создаёт предпосылку для использования задних светофильтров. 

У объективов «фишай» вообще принципиально невозможно установить передний светофильтр из-за выдающейся вперёд сильно выпуклой передней линзы.
В схемах широкоугольных объективов с устанавливаемым задним фильтром, в качестве заднего элемента, постоянно присутствует нейтральный фильтр, который может заменяться на другой по желанию. При снятии заменяемого фильтра — стандартный нейтральный возвращается на место, во избежание изменения оптических характеристик объектива.
В проекционных и осветительных системах фильтры (особенно тепловые) часто устанавливаются между источником света и остальной оптической системой.
Крепление светофильтров к объективу, совмещённое со светозащитной блендой, называется компендиум.
Маркируются съёмочные светофильтры диаметром присоединительной резьбы, условным обозначением типа фильтра и необязательным указанием кратности экспозиции (1x — не требуется изменение экспозиции, 1,4x — требуется изменение на пол ступени, 4x — требуется увеличение экспозиции на 2 ступени). Кратность фильтра зависит от спектрального состава света и от спектральной чувствительности фотоматериала. Например, светофильтр Ж-2x имеет кратность около 6x для изоортохроматических и 2x — для панхроматических материалов при спектральном составе света, близком к дневному освещению.
Важным является наличие просветления на светофильтре. Оно уменьшает долю отражённого света от оптических поверхностей светофильтра, что позволяет увеличить светопропускание, а также, что зачастую намного более важно, увеличивает контраст изображения за счёт уменьшения паразитных засветок, и увеличивает качество изображения, устраняя или уменьшая дефекты в виде бликов на изображении. Просветление важно для всех типов светофильтров.

#### Защитный фильтр
Предназначен для предохранения передней поверхности объектива от механических воздействий. Обычно эти фильтры обозначаются (N) — простое прозрачное осветлённое стекло. Часто в этой роли используется ультрафиолетовый фильтр (UV — англ. UltraViolet). Дополнительную ценность защитным фильтрам придаёт многослойное просветление (MC, HMC, UMC и т. д.), а также водозащитное покрытие (WPC — англ. Water Proof Coat — водонепроницаемое покрытие).

#### Нейтральный фильтр
Служит для снижения эффективной светосилы объектива без изменения геометрической, а также для снижения эффективной светосилы объектива, не имеющего диафрагмы.
Нейтральные фильтры бывают разной плотности, и это указано в названии. Самый светлый — Н-2x, или ND2. Цифра в названии означает долю света, которая через фильтр проходит (для ND2 доля равна 1/2, то есть, половина), или, другими словами, во сколько раз нужно увеличить экспозицию при съёмке с этим фильтром. Более тёмным будет ND4, или Н-4x, обозначаемый так же НС8 (нейтральное стекло тип 8), затем ND8, например. Если поставить несколько фильтров подряд, то, чтобы найти итоговую кратность этой совокупности фильтров, надо перемножить между собой кратности всех установленных фильтров. Например при установке вместе двух фильтров ND2 и ND4, итоговая кратность будет равна 2×4=8, как у одиночного фильтра ND8.
Чтобы фотографировать с выдержкой в несколько секунд в солнечную погоду, понадобится ND400, ND1000 и больше.
Существуют также нейтральные фильтры с плавной регулировкой плотности (variable range nd filter) от ND2 до ND400 и даже ND1000. Конструктивно они представляют собой установленные в одной оправе два поляризационных фильтра, вращающиеся один относительно другого.

#### Солнечный фильтр
Чрезвычайно плотный нейтральный фильтр, позволяющий без вреда для фотографа и фотоматериала снимать Солнце, электросварку, ядерный взрыв и другие явления, значительно превышающие по яркости обычные предметы.
Используются плотности от ND400 и выше — для фотосъёмки, и более плотные — для визуальных наблюдений.
Бывают стеклянные поглощающие и плёночные отражающие фильтры. В фототехнике популярны стеклянные фильтры в стандартной резьбовой оправе, накручивающиеся на объектив, а в любительской астрономии часто используются плёночными фильтрами «Baader AstroSolar», оправу для которого, как правило, делают из подручных средств, или используют корпус другого светофильтра.

#### Градиентный фильтр
Выравнивает яркость сцены, притемняя или меняя цвет части изображения. Обычно служит для компенсации избыточной яркости неба и для получения различных художественных эффектов. Также применяется термин «Оттенённый светофильтр».

#### Спектральные (цветные)

##### Ультрафиолетовые
Ультрафиолетовый блокирующий фильтр (бесцветный фильтр) — предназначен для снижения воздействия ультрафиолетовой части спектра в горных, высотных и иных аналогичных условиях съёмки. Актуален только в случае, если объектив пропускает ультрафиолетовую часть спектра.
Ультрафиолетовый пропускающий фильтр — для специальных съёмок. Применяется в научных исследованиях.

##### Инфракрасные
Инфракрасный пропускающий фильтр — пропускает инфракрасную часть спектра, задерживая все остальные части спектра.
Инфракрасный блокирующий фильтр — применяется, как правило, в системах, оптика которых не рассчитана на работу с инфракрасными длинами волн, и поэтому создающих не резкие изображения.

##### Корректирующие
Корректирующие фильтры применяются в чёрно-белой фотографии; «жёлтый фильтр», «жёлто-зелёный фильтр», «оранжевый фильтр» и «красный фильтр» в разной степени демпфируют синюю часть спектра и делают изображение более контрастным. «Голубой фильтр» обладает противоположными свойствами.
- Конверсионный фильтр — общее название группы фильтров, служащих для преобразования (конверсии) спектра
  - Для цветной фотографии применяются светофильтры всевозможных цветовых оттенков. Например, «красно-коричневые фильтры» и «синие фильтры» — для создания эффекта искусственного освещения при дневном свете, или эффекта дневного света — при искусственном освещении.
  - Флуоресцентный фильтр — специальный корректирующий светофильтр, приводящий освещение лампами дневного света к балансу, близкому к лампам накаливания.
  - Конверсионные фильтры для фотографирования при свете ламп накаливания на цветную фотоплёнку, предназначенную для солнечного освещения и наоборот.

#### Мозаичные
Мозаичный фильтр — светофильтр, состоящий из большого числа элементов разных цветов, расположенных в определённом порядке. Применяется при получении пробного цветного отпечатка, по которому определяется комбинация корректирующих субтрактивных светофильтров.
В цифровой фотографии цветные светофильтры используются реже, так как последующая обработка изображения на компьютере позволяет получить практически идентичные их применению результаты.

#### Эффектные
Имеется множество фильтров, которые в процессе фотографирования производят различные световые эффекты на изображении. Например, светящиеся короны вокруг источников света или сверкающие в различных местах звёзды. Имеются различные цветные фильтры, которые изменяют цветовые переходы и соотношение цветов.
- Туманные — создают эффект дымки, тумана. Понижают контраст и насыщенность цвета
- Диффузные (софт-фильтр) — снижают резкость. Изготавливаются:
  - Рефракционные. Простейший вариант — вазелин на стекле
  - Дифракционные. Большое количество тонких штрихов, нанесённых на стекло
- Звёздные — превращают изображения точечных источников света и ярких бликов в «звёзды». Обычно используют явление дифракции. Обозначаются по числу лучей. Изготавливаются нанесением на стекло нескольких групп параллельных прямолинейных штрихов, создающих дифракционную картину. Число образуемых лучей всегда вдвое больше числа групп штрихов. Некоторые фильтры носят отдельные названия:
  - Солнечные (эффектные) — восьмилучевые
  - Астроиды — четырёхлучевые
- Радужные — образуют гало или радужное пятно дифракционного происхождения вокруг изображений точечных источников света.
- Цветные и многоцветные — изменяют цветовое решение снимаемой сцены или её части
- Множительные призмы — создают дублированное изображение
- Синтезированные голографические фильтры — голографическое изображение оптической системы является оптической системой. Однако помимо съёмки существующих оптических систем, можно рассчитать технически не реализуемую в веществе оптическую систему, после чего синтезировать голограмму такой системы и напечатать такую голограмму (например, отштамповать её на прозрачном пластике). Таким образом изготавливаются «коронные», «спиральные» фильтры, результатом применения которых является создание определённой формы (не реализуемой никакими другими фильтрами)вокруг изображений источников света. В строго математическом смысле, звёздные фильтры являются частным случаем синтезированных голографических.
- Поляризационные — см. ниже

#### Насадочные линзы
Из-за одинакового способа применения и закрепления на объективе к съёмочным светофильтрам часто относят насадочные линзы:
- Полулинза — закреплённая в поворотной оправе половинка положительной линзы. Создаёт эффект различного расстояния наводки на резкость для частей кадра. Как правило, применяется в макросъёмке для получения резкого изображения двух различных участков кадра, при невозможности достичь диафрагмированием необходимой глубины резко изображаемого пространства.
- Макролинза — служит для макросъёмки, применяется в основном на аппаратах с несменной оптикой. Обозначается оптическая сила в диоптриях или фокусное расстояние.
- Широкоугольный конвертер — насадка даёт эффект уменьшения фокусного расстояния.

### Светофильтры методов цветовоспроизведения

#### Аддитивные фильтры
Аддитивные светофильтры (лат. additivus — прибавляемый) — цветоделительные зональные светофильтры, выделяющие из исходного светового потока белого света трёх пространственно разделённых (с помощью других оптических элементов) потоков: синего, зелёного и красного. Любые цвета в пределах цветового охвата системы этих трёх фильтров могут быть получены смешиванием этих трёх потоков в различных пропорциях. Это смешивание называется Аддитивный синтез цвета. Обычно применяются абсорбционные фильтры, а также комбинации из абсорбционных и интерфереционных, для получения высокой точности цветопередачи. Аддитивные светофильтры — важная деталь осветительных систем проекционных телевизионных систем. Применяются в кинокопировальной технике и в специальных фотоувеличителях для цветной печати. С развитием цифровой фотографии широко применяются в CCD матрицах.

#### Субтрактивные фильтры
В отличие от аддитивных фильтров, в которых первичными цветами являются красный, зелёный и синий, в субтрактивной модели (англ. subtractive лат. subtraho  — извлекаю) существуют три базовых цвета: жёлтый, пурпурный и голубой цвета (CMY). При «вычитании» пурпурного и голубого из нейтрального белого тона получается синий цвет; вычитание жёлтого и пурпурного даёт красный цвет, вычитание жёлтого и голубого — зелёный. Одновременно наложение всех трёх субтрактивных цветов даёт чёрный тон.
Для цветной фотопечати субтрактивным методом выпускались наборы корректирующих светофильтров (в наборе 33 шт, по 11 светофильтров жёлтого, пурпурного и голубого цвета). Плотность светофильтров каждого цвета — от 5 до 100 %. Корректирующие субтрактивные светофильтры в фотоувеличителе вводились в световой поток между лампой накаливания и негативом. О применении корректирующих светофильтров см. Фотопечать.

### В конструкции цифровых фотоаппаратов
- Зональные светофильтры для цветоделения. Являются частью массива цветных фильтров и обычно являются неотъемлемой частью матрицы.
- АА-фильтр (англ. Antialiasing фильтр), называемый также «фильтр низких частот», «low-pass фильтр». Служит для устранения эффекта цветного муара, связанного с мозаичной структурой массива цветных фильтров. Обычно объединён с матрицей.
- ИК-фильтр — интерференционный антиинфракрасный фильтр (IR high-pass), необходимый для устранения влияния на изображение невидимой инфракрасной части спектра. Обычно располагается в непосредственной близости от матрицы.

### Теплозащитные
Тепловой фильтр, теплофильтр — избирательно поглощает или отражает инфракрасное излучение и пропускает с малыми потерями диапазон видимого света. Применяются в осветительной аппаратуре, в проекторах для защиты плёнки, а также при микрофотографии для защиты биологических объектов от нагревания. Ранее применялись слабо окрашенные голубые и зелёные абсорбционные фильтры (обозначение СЗС — синезелёное стекло для выпускавшихся в СССР). Удешевление производства значительно более эффективных интерференционных отражающих фильтров привело к их массовому применению.

## Классификация светофильтров по принципу действия

### Абсорбционные
(лат. absorbeo — поглощаю). Обладают спектральной избирательностью, обусловленной различным поглощением различных участков спектра электромагнитного излучения. Наиболее массовые фильтры. Производятся на основе окрашенных оптических стёкол или органических веществ (например, из желатина).
- Стеклянные фильтры отличаются стабильностью характеристик, высокой устойчивостью к температурным и иным воздействиям.
- Желатиновые фильтры, несмотря на большее разнообразие оптических характеристик, механически непрочны, быстро выцветают, и потому намного менее распространены, чем стеклянные.
- Пластмассовые фильтры находят применение благодаря значительно более лёгкому процессу окраски и разнообразию получаемых свойств по сравнению со стеклянными. Они долговечнее желатиновых.
- Жидкостные светофильтры — сосуды со стеклянными стенками, заполненные растворами красителей. Используются редко, в основном в научных исследованиях, при наличии у используемого вещества уникальных характеристик.

### Интерференционные
Отражает одну и пропускает другую часть спектра падающего излучения, благодаря явлению многолучевой интерференции в тонких диэлектрических плёнках.

### Отражательные
Действие отражательных фильтров основано на спектральной зависимости отражения непрозрачного материала. Преимуществом отражательного фильтра перед абсорбционными является единственность участвующей в оптической системе поверхности и отсутствии хроматических аберраций, вносимых преломляющими прозрачными средами.

### Поляризационные
Поляризационные фильтры для фотографии бывают двух типов: с круговой поляризацией и с линейной. Назначение у них одно: отделить или наоборот выделить участки, богатые отражённым поляризованным светом. Например, можно отсеять яркие блики волн на воде, снимая дно, или снять пейзаж за окном без своего отражения в самом окне.
- Линейная поляризация (Linear polarization). Линейные фильтры выполняют одну очень простую функцию — они пропускают только свет с поляризацией в одной плоскости. Фильтр можно поворачивать, выбирая плоскость, с поляризацией в которой свет будет проходить. То есть, на выходе линейного фильтра всегда линейно поляризованный свет. Это очень простые и недорогие фильтры, они отлично подойдут к старым неавтофокусным камерам без автоматического замера экспозиции, для современных зеркальных камер они не подходят. Если в камере используется полупрозрачное зеркало, например для автоэкспозиции ли автофокуса, поляризованный свет «обманет» датчики, снимок будет испорчен.
- Круговая поляризация (Circular polarization). Бытует ошибочное мнение, что фильтр с круговой поляризацией пропускает только свет, поляризованный по кругу. Однако, смысл кругового поляризационного фильтра в том, что из любой поляризации он делает круговую. Это означает, что такой фильтр подходит ко всем камерам, и старым в том числе, позволяет корректно определять экспозицию и не мешает автофокусу работать. При этом ненужные блики будут задержаны абсолютно так же, как в простом фильтре с линейной поляризацией. Фильтр с круговой поляризацией сложнее линейного, поэтому дороже. С внешней стороны стоит обычный линейный фильтр, а с внутренней приклеена четвертьволновая пластинка, которая позволяет линейную поляризацию превращать в круговую.[6] Также следует отметить, что CPL-фильтр даёт «чистую» круговую поляризацию только при некоторой характерной длине волны (например для HOYA HRT 526 nm[7]), при которой оптическая разность хода между необыкновенным и обыкновенным лучами в волновой пластинке составляет ровно четверть длины волны. Для всех других длин волн этот фильтр будет давать эллиптическую поляризацию.[8][9]

### Дисперсные
(от лат. dispersio — рассеяние) основаны на зависимости показателя преломления от длины волны. В сочетании с отражающими и/или интерфереционными фильтрами, а также растром часто служат для создания расщепляющих оптических систем — дихроических призм. Находят применение в современных мультимедийных проекторах, где являются основным инструментом разделения светового потока мощной лампы накаливания на три спектральных диапазона. Применяются в качестве эффектных фильтров для получения радужных изображений.

## Классификация по типу выделяемой части спектра

### Корректирующие
Корректирующие, которые частично поглощают свет в одних участках спектра и пропускают в других. Например, фильтр BG34 снижает интенсивность излучения вольфрамовой галогенной лампы в районе 600 нм, пропуская при этом все излучение в красной и синей областях, где чувствительность детектора ниже.

## Классификация по конструктивному исполнению

### Одиночные фильтры
Круглые фильтры в оправе с винтовым или байонетным креплением.

### Системы фильтров
Компендиум (компаундер) — держатель фильтров, основной характеристикой которого является размер вставляемого фильтра.
Фильтры, определяющей характеристикой которых является размер и форма:
- Квадратная — вставляются в компендиум и центрируется по середине.
- Прямоугольная : градиентные оттеняющие.
- Круглая: поляризационные, реже как альтернатива квадратным.

Дополнительные элементы системы фильтров (бленды, переходные кольца и т. д.).